# Claude Gauchet
Claude Gauchet (* 1540 in Dammartin-en-Goële; † 1620) war ein französischer römisch-katholischer Geistlicher und Dichter.

## Leben und Werk
Claude Gauchet war der Neffe der Amme von Margarete von Valois. König Karl IX., der sich gern mit Dichtern umgab, nahm den zum Geistlichen gewordenen Gauchet, der zur La Pléiade und zu Philippe Desportes in Beziehung stand, zum Hof-Almosenier, was er auch unter Heinrich III. und Heinrich IV. blieb.
In der Nachfolge des Jagdbuchs von Jacques du Fouilloux von 1561 schrieb er sein auf das gesamte Landleben ausgedehnte Buch Le Plaisir des champs (Freuden des Landlebens), für das er bereits 1567 ein Privileg erhielt, das aber erst 1583 erschien. Es ist nach den vier Jahreszeiten geordnet und vermittelt ein lebendiges, detailgetreues und positives Bild von Mensch und Tier, von Jagd und Fischfang, von Säen und Ernten, von der Weinlese wie vom Holzfällen, vom Frühlingsgewitter wie von der Bauernhochzeit. Bereits Guillaume Colletet lobte es in den höchsten Tönen.

## Werke
- Le Plaisir des champs, divisé en quatre parties selon les quatre saisons de l’année, où est traicté de la chasse, & de tout autre exercice recreatif, honneste & vertueux... Le sommaire du contenu se voit au commencement de l’oeuvre, & en la fin est un recueil des mots, dictions et manieres de parler en l’art de venerie, avec une brieve interpretation d’iceux. N. Chesneau, Paris 1583. A. L’Angelier, Paris 1604. Kraus, Nendeln 1979.
  - (moderne Ausgabe) Hrsg. Prosper Blanchemain (1816–1879). Précédé d’une notice sur la vie et les oeuvres de Claude Gauchet par Guillaume Colletet. A. Franck, Paris 1869.
  - (moderne Ausgabe) Hrsg. Ernest Jullien (1829–1914). 2 Bde. Paris 1879.
- Le Livre de l’Ecclesiastique mis par stances françois. Par Claude Gauchet grand archidiacre de Bayeux. Jamet Mettayer, & Pierre L’Huillier, Paris 1596.
- Cantiques spirituels. 1609.[2]